# Madimba
Madimba est une localité, chef-lieu du territoire éponyme de la province du Kongo Central en république démocratique du Congo.

## Géographie
La localité est située sur la route nationale 1 à 250 km au nord-ouest du chef-lieu de la province Matadi.

## Transport
Madimba possède une gare sur la ligne de chemin de fer Matadi-Kinshasa.